# Kostel svatého Františka z Assisi (Anežský klášter)
Kostel svatého Františka z Assisi v areálu Anežského kláštera vznikl jako jeden z prvních objektů a nejvýznamnější kostel kláštera. Původní románsko-gotické dvojlodí kostela sv. Františka se dochovalo jen torzovitě a bylo novodobě dostavěno (běžně nebývá přístupno). Podle kostela dostala svůj název okolní lokalita – Na Františku.

## Historie

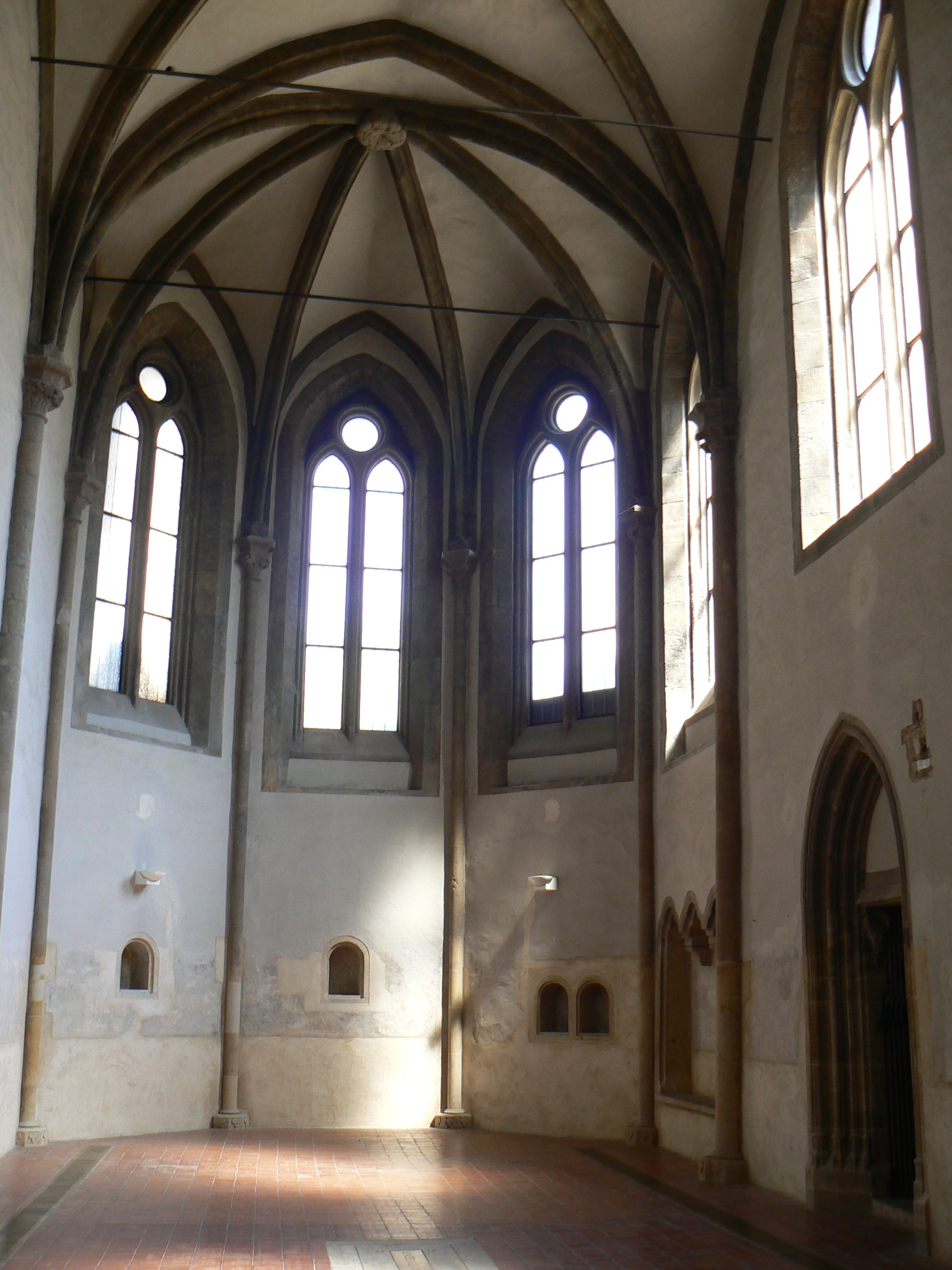
Závěr kostela sv. Františka

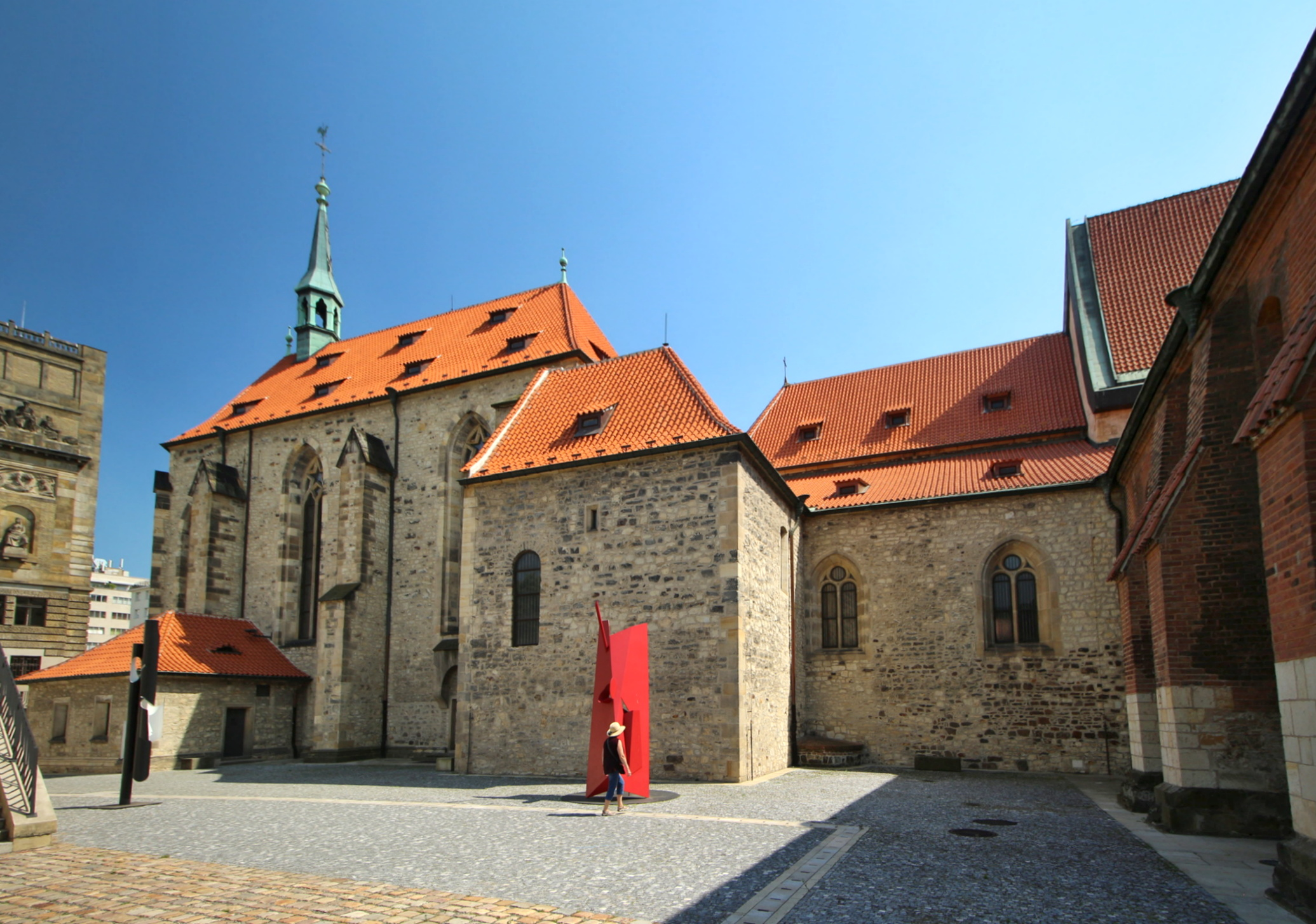
Klášterní kostel svatého Františka (v pravé části snímku. Vyšší budova vlevo s věžičkou je kostel sv. Salvátora)

Klášterní kostel sv. Františká měl původně netradiční asymetrickou dispozici dvoulodního kostela o třech klenebních polích v každé lodi. Je to především kostel sv. Františka, na němž je nejvíce patrné pro první etapu výstavby kláštera typické míšení pozdně románských a gotických prvků.
K hlavní lodi přiléhala jen jižní loď, zatímco na severní straně stála budova konventu. Toto uspořádání bylo pravděpodobně z funkčních důvodů – aby klarisky mohly vstupovat přímo z dormitáře na tribunu. Podle řeholních předpisů se nemohly sestry jakkoliv stýkat s veřejností, a proto bylo potřeba jim vyhradit zvláštní místo, kde mohly odděleně, nerušeně poslouchat bohoslužbu. O dřevěné tribuně dnes svědčí zachovalý portál v severní zdi a zároveň okno do presbytáře v místě vítězného oblouku.
Konvent klarisek a kostel sv. Františka byly otevřeny v den vstupu královské dcery Anežky do řádu 25. března 1234. V letech 1234–1238 je doložena korespondence mezi Anežkou a sv. Klárou a papežem Řehořem IX. V roce 1237 udělil papež klášteru řadu významných privilegií.

## Presbytář kostela sv. Františka a minoritský konvent
K východní části hlavní lodi kostela byl připojen podélný presbytář o dvou klenebních polích a pětibokém závěru. Podle řádových předpisů byl přístupný pouze bratřím, proto byl jižní zdí, u které byl atypicky umístěn oltář, připojen k mužskému konventu. V nově postaveném presbytáři sv. Františka byly nalezeny odlišné kamenické značky od první etapy, které dokládají příchod nové huti do Prahy v této fázi výstavby. Klenební pole byla oddělena jednoduchými oblými příporami, ukončenými kalichovými hlavicemi, z nichž pokračovala klenební žebra hruškovcového profilu do svorníku s florálním motivem. Místnost byla osvětleny velkými okny s jednoduše profilovanou kružbou a ve spodní části závěru se nacházelo několik výklenků.
V době panování Karla IV. došlo k rozsáhlým stavebním úpravám celého areálu kláštera. Dřevěná tribuna v hlavní lodi kostela sv. Františka byla nahrazena kamennou a osazen byl profilovaný portál v západním průčelí. K nejkvalitnějším detailům patří štíhlý portál v jižní stěně presbytáře kostela s plným tympanonem, na kterém se dochovaly stopy původní červené a modré polychromie.
Po roce 1978, kdy byl celý klášterní komplex prohlášen za Národní kulturní památku, byly jednotlivé objekty kláštera postupně zpřístupňovány. Jako poslední byl zrenovován kostel sv. Františka, a to roku 1986.